# Buellia proximata
Buellia proximata är en lavart som beskrevs av Hugo Magnusson. Buellia proximata ingår i släktet Buellia och familjen Physciaceae.   Inga underarter finns listade i Catalogue of Life.